# اوگه لوندستروم
اوگه لوندستروم (انگلیسی: Åge Lundström; ۸ ژوئن ۱۸۹۰ – ۲۶ سپتامبر ۱۹۷۵) سوارکار و سرلشگر نیروی هوایی اهل سوئد بود.